# Friedrich Alexander Bischoff
Friedrich Alexander Bischoff von Klammstein (* 18. Mai 1928 in Wien; † 14. Jänner 2009 ebenda) war ein österreichischer Ostasienwissenschafter – Sinologe, Tibetologe und Mongolist.

## Biografie
Baron Friedrich Alexander Bischoff, Sohn von Holda Bischoff, geborene Köchert, und des Botschafters Norbert Bischoff, studierte Sinologie, Indologie und Tibetologie an den Universitäten Paris (1947–1950) und Hamburg (1951–1952). Danach dissertierte er bei Marcelle Lalou (1890–1967) an der Universität Paris über tibetische und chinesische Manuskripte, die Paul Pelliot in Dunhuang erbeutet hatte.
Bischoff studierte an der Akademie der Wissenschaften der Mongolischen Volksrepublik (1956–1957) und an der Universität Peking. 1958 wurde er mit einer zweiten Dissertation über die Hanlin-Akademie bei Robert des Rotours (1891–1980) an der Universität Paris promoviert. Seine Lehrtätigkeit begann er 1959 bis 1960 an der Universität Bonn, wo er 1961 Lektor für Tibetisch wurde. 1961 bis 1962 hielt er sich an der Waseda-Universität in Tokio auf. Von 1964 bis 1982 war er Professor für Tibetologie und Sinologie an der Indiana University in Bloomington sowie Berater am Kinsey-Institut, 1982 bis 1993 Professor für Sprache und Literatur Chinas an der Universität Hamburg. Nach seiner Emeritierung war er Honorarprofessor der mongolischen Sprache und Kulturgeschichte an der Universität Wien und unterrichtete dort auch klassisches Chinesisch.
Bischoff veröffentlichte zahlreiche Beiträge zur Sinologie, Monglistik, Tibetologie und Buddhismuskunde. Eines seiner wichtigsten Werke war Interpreting the fu, das auf seine 17 Jahre lang in Indiana abgehaltenen Seminare zurückging, die auf dem Cursus litteraturæ sinicæ neo-missionariis accommodatus von Angelo Zottoli (1826–1902) beruhten und sich vor allem auf das entsprechende Kapitel im Wen xin diao long(文心雕龍) von Liu Xie bezogen. In dieser Schrift untersucht Bischoff verschiedene Interpretationsebenen der besprochenen Werke. In The Songs of the Orchis Tower untersucht Bischoff sexuelle Anspielungen und Metaphern in den Gedichten aus dem Kreis um Wang Xizhi.

## Veröffentlichungen (Auswahl)
- Interpreting the fu: A study in Chinese literary rhetoric. Steiner, Wiesbaden 1976, ISBN 3515023798.
- Der Kanjur und seine Kolophone. 2 Bände. Bloomington, 1968, ISBN 0911706046.[2]
- The songs of the Orchis Tower. O. Harrassowitz, Wiesbaden 1985, ISBN 344702500X.
- Einführung in die chinesische Schriftsprache. Erster Teil: Unterrichtsnotizen zu E. Haenisch, Lehrgang der chinesischen Schriftsprache, Lektionen 1–62. Österreichische Akademie der Wissenschaften, Wien 1998.
- Djin Ping Meh. Epitome und analytischer Namenindex gemäß der Übersetzung der Brüder Kibat. Verlag der Österreichischen Akademie der Wissenschaften, Wien 1997, ISBN 3700126417.
- San tzu ching explicated. The classical initiation to classic Chinese couplet I to XI. Verlag der Österreichischen Akademie der Wissenschaften, Wien 2005, ISBN 3700133979.
- Sex tricks of Chinese fox-fiends. In: Asiatische Forschungen 141.2:1–6, Harrassowitz, Wiesbaden 1959.
- Hsiao Hung's Wheel of Birth and Death. In: Chinese Literature: Essays, Articles, Reviews (CLEAR) 2.2:249–257 (1980).
- La Foret des Pinceaux: Etude sur l'Academie du Han-Lin sous la Dynastie des T'ang et Traduction du Han Lin Tche. Bibliotheque de l'Institut des Hautes Etudes Chinoises 17, Paris 1963.
- Chinese concepts of afterlife according to the Djin Ping Meh. In: Sitzungsberichte der Österreichischen Akademie der Wissenschaften, Philosophisch-historische Klasse 713:145–156 (2004).
- Padmasambhava’s Invention of the Phur-bu. Ms. Pelliot tibétain 44. In: Ariane Macdonald (Hg.): Études tibétaines dédiées à la mémoire de Marcelle Lalou. Adrien Maisonneuve, Paris 1971, S. 11–28 (mit Charles Hartman).
- Der Zauberritus der ucchuṣmā, Tibetisch und Mongolisch (Tanjur-Text). In: Central Asiatic Journal 7:205–211 (1962).
- Das Zaubersiegel des Činggis Khan in Gedanke und Wirkung. In: Festschrift zum 60. Geburtstag von Nikolaus Poppe. Asiatische Forschungen 108:38-66 (1989), Harrassowitz, Wiesbaden 1959 (mit Klaus Sagaster).
- Die Wu T'ai Shan Darstellung von 1846. In: E. Steinkellner (Hg.): Contributions on Tibetan Language, History and Culture 1:1–16, Motilal Banarsidass, Delhi 1995.
- Contribution l'etude des divinites mineures du Bouddhisme tantrique: Ārya-Mahābala-nāma-mahāyāna-sūtra. Tibétain (mss. de Touen-houang) et Chinois. Librairie Orientaliste Paul Geuthner, Paris 1956.
- Jäschke: sa vie at son oeuvre. In: The Journal of the Tibet Society 1:5–10 (1981).
- Recherches sur les principes légaux des traités internationaux des T'ang. In: Denis Sinor (Hg.): Studies in South, East and Central Asia, presented as a memorial volume to the late Raghu Vira by members of the Permanent International Altaistic Conference. New Delhi: International Academy of Indian Culture, 1968.
- Purple pearl of the elementary learning. Index to the Chinese numerological encyclopedia called “Hsiao hsüeh kan chu”. Blomington: Indiana University Press, 1974 (?).
- Anmerkungen zu einem Titel des ’Phags Pa. In: Central Asiatic Journal 12.1968.2, S. 80–87.
- Une incantation lamaïque anti-chinoise. In: Central Asiatic Journal 10.1965.2, S. 129–135.
- Eine buddhistische Wiedergabe christlicher Bräuche: Glanzvolles Manifest genanntes Sūtra. In: Monumenta Serica XX (1961), S. 282–310.
- Padmasambhava est-il un personnage historique? In: Louis Ligeti (Hg.): Proceedings of the Csoma de Kőrös Symposium. Budapest: Akadémiai Kiadó, 1978, S. 27–33
- Darstellung meines Lebenslaufes und meines wissenschaftlichen Lebenswerkes. In: Monumenta Serica LVII (2009), S. 503–532.